# Сабах (певица)
Сабах (араб: صباح) (наст. имя: Жанет Жержес Фегали; 10 ноября 1927, Бдадун — 26 ноября 2014, Бейрут) — ливанская актриса и певица. Одна из самых «плодовитых» арабских певиц: на её счету свыше 50-и студийных альбомов и примерно 3500 песен.

## Биография
В 1940 году начала петь и играть в египетских фильмах. С тех пор она снялась в общей сложности в 98-и фильмах и сыграла роли в 20-и спектаклях.
В 1980 Сабах единственный раз появилась на европейском телевидении, во французском телешоу «Le Grand Echiquier», где исполнила песню «Saidi», а также «Aal Naddaa» — дуэт с французским певцом Энрико Масиасом.
Несмотря на преклонный возраст, Сабах продолжала записывать песни, давать концерты и выступать на телевидении вплоть до 2009 года. Помимо прочего, она принимала участие в ливанском аналоге британского «Fame Academy» — шоу «Star Academy».
Во время празднования своего 80-летия в ноябре 2007 году Сабах получила поздравления от известного ливанского военного и политика Мишеля Ауна.
Скончалась 26 ноября 2014 года в Бейруте. В похоронах Сабах 30 ноября приняло участие огромное количество её поклонников.

## Семья
Сабах установила рекорд для арабского мира по количеству разводов: она была замужем 9 раз.
Одним из её мужей был член дома Аль Сауд — принц Халид, сын короля Сауда, их брак продлился месяц.
В 2003 году было объявлено о свадьбе Сабах с 20-летним победителем конкурса «Мистер Ливана» Омаром Мехьо. Однако позже выяснилось, что это была лишь продуманная пиар-акция, выгодная и Сабах, и молодому манекенщику.
Принадлежит к ливанской общине христиан-маронитов.
У Сабах двое детей от разных браков — сын (врач) и дочь (учитель танцев, работает в США).

## Фильмография
- Paris Wal Hubb (Париж и любовь) (1972)
- Kanat Ayyam (1970)
- Nar el shawk (1970)
- Mawal (1966)
- El Aydi el naema, (1963)
- El Motamarreda (1963)
- Jaoz marti (1961)
- El Rajul el thani (1960)
- El Ataba el khadra (1959)
- Sharia el hub (1959)
- Salem al habaieb (1958)
- Izhay ansak (1956)
- Wahabtak hayati (1956)
- Khatafa mirati (1954)
- Lahn hubi (1954)
- Zalamuni el habaieb (1953)
- Khadaini abi (1951)
- Okhti Satuta (1950)
- Sabah el khare (1948)